# Stanislau Schuschkewitsch

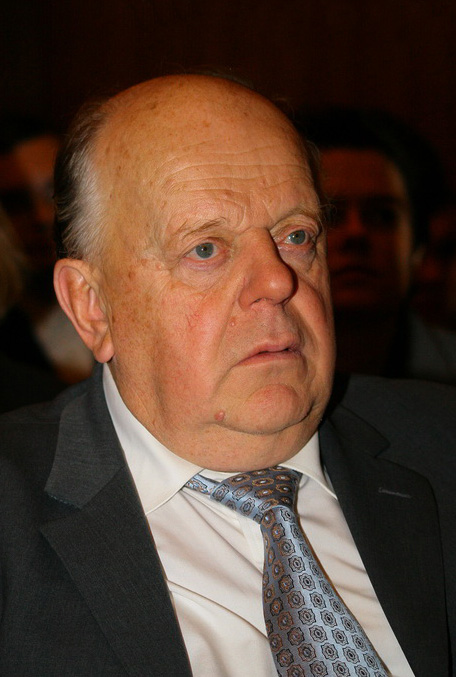
Stanislau Schuschkewitsch (2009)

Stanislau Stanislawawitsch Schuschkewitsch (belarussisch Станіслаў Станіслававіч Шушкевіч; * 15. Dezember 1934 in Minsk, Belarussische SSR, Sowjetunion; † 4. Mai 2022 in Minsk, Belarus) war ein sowjetischer Wissenschaftler und belarussischer Politiker. Von 1991 bis 1994 war er als Vorsitzender des Obersten Rats der Republik Belarus ex officio Staatsoberhaupt von Belarus.

## Leben
Stanislau Schuschkewitsch begann seine wissenschaftliche Karriere 1959 als Forschungsassistent am Institut für Physik der belarussischen Akademie der Wissenschaften. Später wurde er Chefingenieur der Minsker Radiofabrik. Im Anschluss nahm er verschiedene akademische Positionen an der Belarussischen Staatlichen Universität für Informatik und Radioelektronik und an der Belarussischen Staatsuniversität ein. 1986 wurde Schuschkewitsch abgeordneter Wissenschaftsrektor der Belarussischen Staatlichen Universität.
Vor seiner politischen Karriere war er ein bekannter Wissenschaftler, korrespondierendes Mitglied der belarussischen Akademie der Wissenschaften, Doktor der Physik und Mathematik, Autor von preisgekrönten Büchern, über 150 Artikeln und 50 Erfindungen und Träger verschiedener staatlicher Auszeichnungen.
Die Nuklearkatastrophe von Tschernobyl traf den Kernphysiker hart und bewirkte, dass er sich politisch engagierte. 1990 wurde er zum Ersten Vizevorsitzenden des belarussischen Obersten Rats (Wjarchouny Sawet) gewählt.
Am 18. September 1991 wurde Stanislau Schuschkewitsch Nachfolger von Mikalaj Dsemjanzej, der am 31. August zurückgetreten war. Schuschkewitsch wurde vom belarussischen Obersten Rat mit 214 von 312 Stimmen zum Vorsitzenden gewählt. Während seiner Amtszeit unterstützte er Reformen in Richtung einer freien Marktwirtschaft.
Am 8. Dezember 1991 unterzeichnete er gemeinsam mit dem russischen Staatschef Boris Jelzin und dem ukrainischen Staatschef Leonid Krawtschuk auf Wiskuli, einem nach dem ehemaligen Chutor Wiskuli benannten Jagdgut für die Nomenklatura und für Staatsgäste in der Belaweschskaja Puschtscha (deutsch: „Belowescher Heide“), die Belowescher Vereinbarungen, die unter anderen Jegor Gaidar in der Nacht zuvor entworfen hatte. Darin wurde das Ende der Sowjetunion besiegelt und die Überführung in die Gemeinschaft Unabhängiger Staaten (GUS) beschlossen.
Ende 1993 beschuldigte der Vorsitzende des Anti-Korruptionskomitees des belarussischen Parlamentes Aljaksandr Lukaschenka 70 führende Regierungspolitiker, einschließlich Stanislau Schuschkewitsch, damals Parlamentsvorsitzender und amtierender Präsident, der Korruption sowie der Bereicherung an Staatseigentum zum persönlichen Vorteil – in Schuschkewitschs Fall zwei Kisten Nägel für seine Datsche. Da Schuschkewitsch auf die Beschuldigungen nicht einging, kam es zu einer Vertrauensabstimmung, die er verlor. Schuschkewitsch wurde durch den Kommunisten Metschyslau Hryb ersetzt. Spätere Ermittlungen ergaben, dass die Beschuldigungen gegen Schuschkewitsch falsch waren.
Am 23. Juni 1994 fand die erste Runde der Präsidentschaftswahl in Belarus statt. Von den insgesamt sechs Kandidaten erhielten Lukaschenka 45 %, der reformkommunistische Premierminister Wjatschaslau Kebitsch 15 % und Schuschkewitsch nur 10 % der Stimmen. Bei der Stichwahl am 10. Juli 1994 erhielt Lukaschenka (bei einer Wahlbeteiligung von 70,6 %) 80,6 % und Kebitsch 14,2 % der Stimmen.
1998 übernahm Schuschkewitsch die Führung der Belarussischen Sozialdemokratischen Hramada (BSDH).
Schuschkewitsch stand 2002 im Zentrum eines ungewöhnlichen Gerichtsfalls: Er verklagte das belarussische Sozialministerium, weil sich seine Ruhestandsbezüge als ehemaliger Staatschef wegen der Inflation nur noch auf umgerechnet 1,80 US-Dollar monatlich beliefen.
2004 versuchte Schuschkewitsch, an der Parlamentswahl teilzunehmen, seine Registrierung wurde jedoch von der Wahlkommission abgelehnt.
Schuschkewitsch starb in der Nacht zum 4. Mai 2022 im Alter von 87 Jahren an den Folgen einer SARS-CoV-2-Infektion.